# Les Horts
Les Horts  est un hameau et une ancienne commune situé à Serdinya, dans le département français des Pyrénées-Orientales.

## Géographie

### Localisation
Les Horts se situe au nord-est de Serdinya, au nord du hameau de Marignans et du Roc del Castell.

### Géologie et relief
Le Roc del Castell (832 m) situé juste au sud du hameau était le siège du château.

### Hydrographie
Le hameau des Horts est situé entre deux cours d'eau :
- le Ravin des Rocs Llisos à l'ouest ;
- le Ravin des Horts à l'est.

Tous deux descendent vers le sud en direction de la Têt.

### Voies de communication et transports
Aucune route véritable ne permet aujourd'hui d'arriver jusqu'au hameau.

## Toponymie
Formes du nom
La première mention du nom, Orto, date de 950. On trouve ensuite du XXIe siècle au XIIe siècle la forme Villa Ortos et à partir du XVIIe siècle Les Horts.
Le nom du lieu en catalan est Els Horts.
Étymologie
Une source d'eau vive située en ce lieu a permis la création de jardins arrosables et cultivables, d'où le nom issu du latin hortus et signifiant jardin.

## Histoire
Les Horts fut jadis le siège d'une petite seigneurie qui relevait du comte d'Évol.
Les Horts devient une commune en 1790, puis est rattachée à la commune de Serdinya le 20 mars 1822. Elle est désertée par la suite.

## Démographie
La population est exprimée en nombre de feux (f) ou d'habitants (H).
| 1365 | 1378 | 1470 | 1515 | 1553 | 1720 | 1767 | 1789 | 1793 |
| ---- | ---- | ---- | ---- | ---- | ---- | ---- | ---- | ---- |
| 10 f | 5 f  | 6 f  | 4 f  | 2 f  | 7 f  | 45 H | 7 f  | 39 H |

| 1796 | 1800 | 1804 | 1806 | 1820 | - | - | - | - |
| ---- | ---- | ---- | ---- | ---- | - | - | - | - |
| 30 H | 34 H | 34 H | 23 H | 37 H | - | - | - | - |

Note : À partir de 1826, les habitants de Les Horts sont recensés avec ceux de Serdinya.

## Culture locale et patrimoine

### Lieux et monuments
Des ruines du château féodal subsistent au Roc del Castell.